# Camille Flammarion
Nicolas Camille Flammarion, mais conhecido como Camille Flammarion (Montigny-le-Roi, 26 de fevereiro de 1842 — Juvisy-sur-Orge, 3 de junho de 1925), foi um astrônomo, pesquisador psíquico e divulgador científico francês. Importante pesquisador e popularizador da astronomia, recebeu notórios prêmios científicos e foi homenageado com a nomenclatura oficial de alguns corpos celestes. Sua carreira na pesquisa e popularização de fenômenos paranormais também é bastante notória.
Seu irmão Ernest Flammarion foi o fundador das Edições Flammarion.

## Biografia

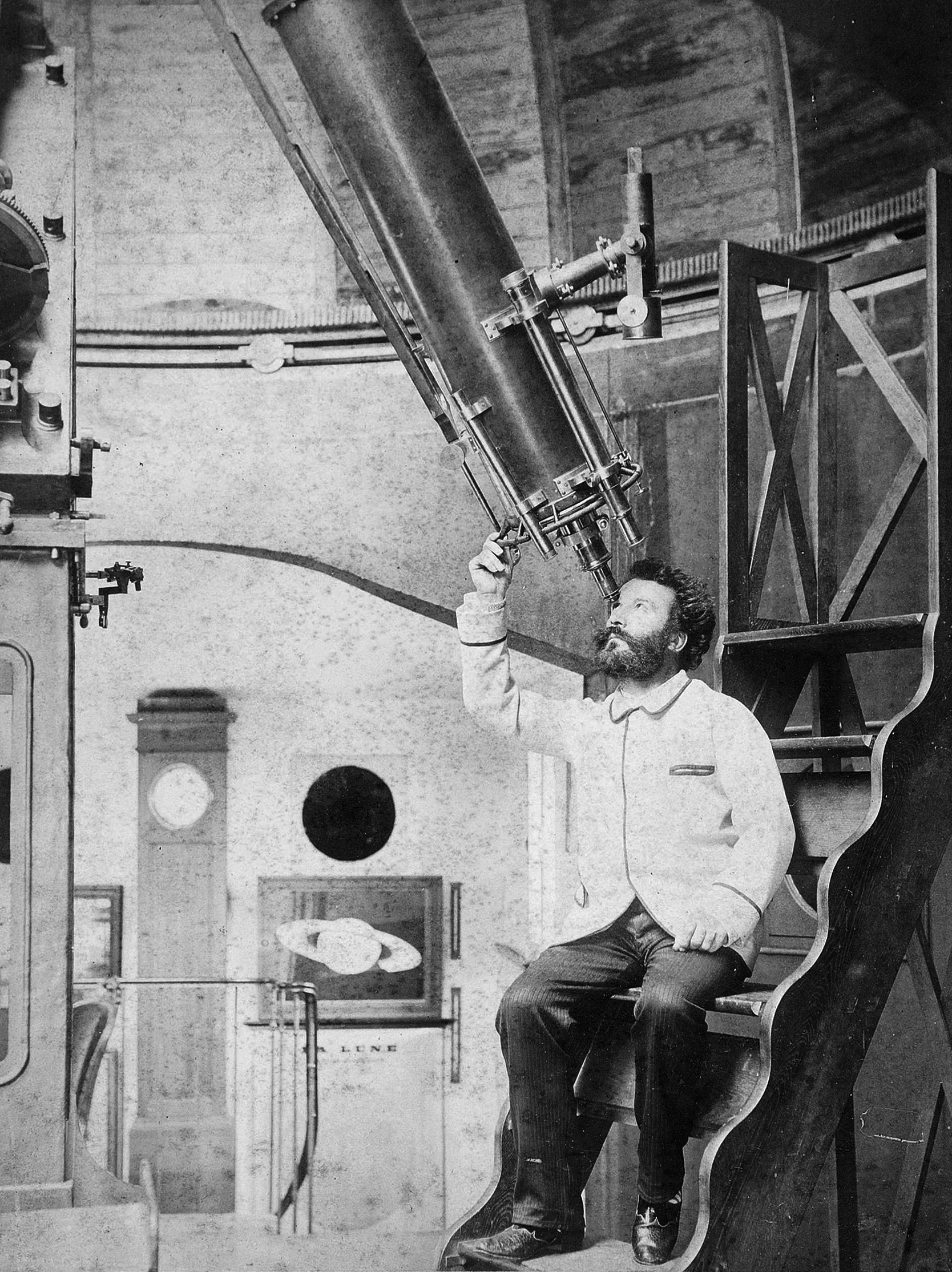
Camille Flammarion em seu observatório de Juvisy-sur-Orge (1880)

Foi o mais velho de quatro filhos. Aos quatro anos de idade já sabia ler, aos quatro e meio sabia escrever e aos cinco já dominava rudimentos de aritmética.
Foi educado em Langres e começou a trabalhar com dezesseis anos de idade, no observatório de Paris, no departamento de cálculo de Leverrier.
Sua ruptura com os astrônomos deu-se em 1862, com a publicação do livro La pluralité des mondes habités.
A partir dessa época, Flammarion começou a escrever livros populares de astronomia que foram traduzidos para diversas línguas. Uma de sua obras mais conhecidas é Astronomia popular, de 1880. Escreveu e editou em uma série de revistas científicas e astronômicas.
No fim de sua vida escreveu sobre pesquisas de física. Em 1883, Flammarion fundou o observatório de Juvisy-sur-Orge, dirigindo-o pelo resto de sua vida, incentivando o trabalho de observadores amadores.
Fundou a Société astronomique de France em 1887. Seus trabalhos para a popularização da astronomia fizeram com que fosse agraciado, em 1912, com um prêmio da Legião de Honra.
Em 1874 desposou Sylvie Pétiaux. Em 1919, viúvo, ele se casou com Gabrielle Renaudot.

## Pesquisa psíquica e Espiritismo

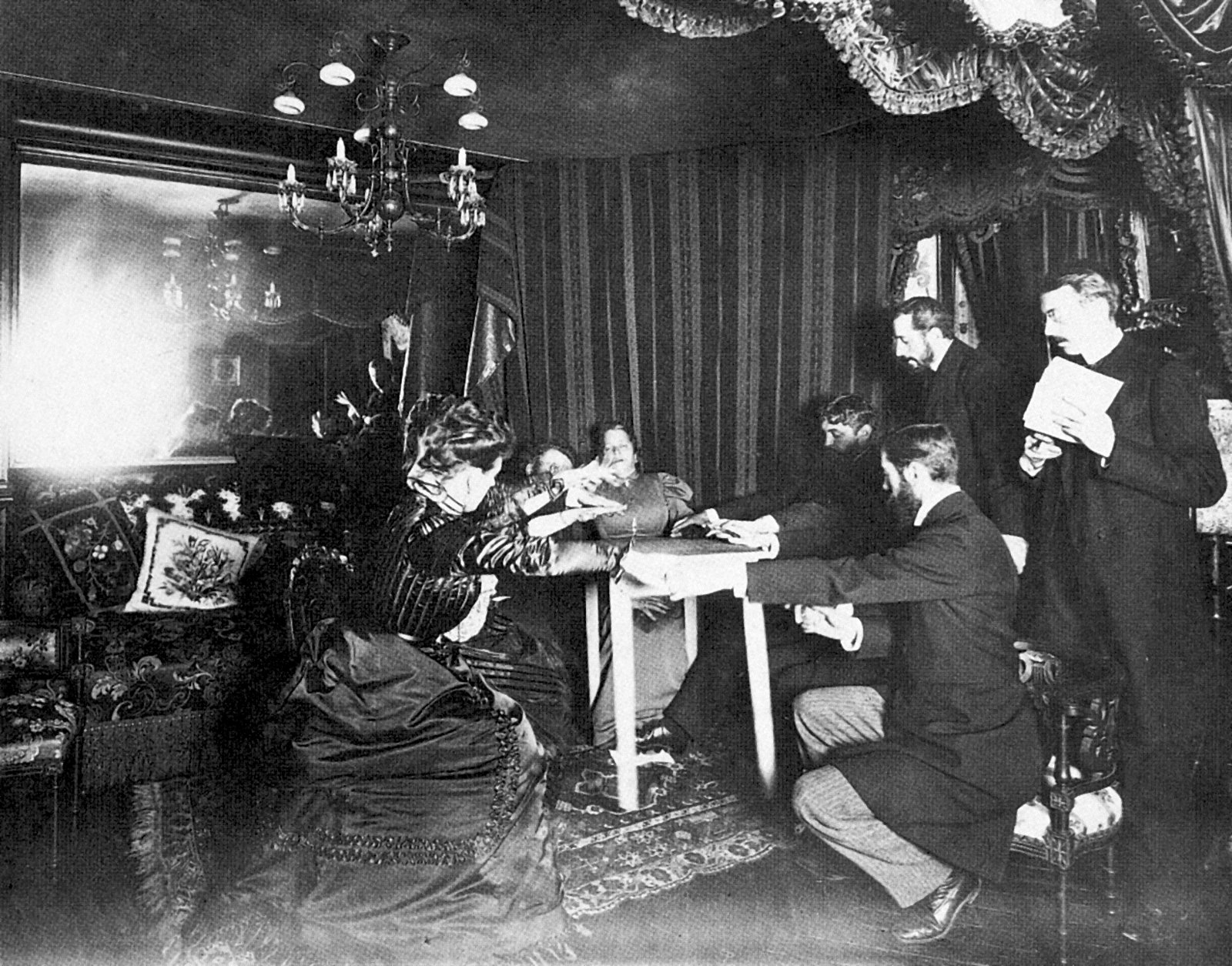
Sessão espírita na casa de Camille Flammarion (França, 25 de Novembro de 1898).

Camille Flammarion também é notável por ter sido um dos primeiros pesquisadores psíquicos e espíritas, tendo desenvolvido extensa atividade nessas áreas. Em um discurso proferido na pioneira associação parapsicólogica Society for Psychical Research em 1923, ano em que presidiu a associação, Flammarion resumiu seus pontos de vista depois de anos de investigação própria sobre fenômenos paranormais. Ele afirmou que acreditava em telepatia, duplo etérico, teoria da fita de pedra e raras manifestações mediúnicas. Abordou o espiritismo, a pesquisa psíquica e a reencarnação do ponto de vista do método científico, escrevendo: "É somente pelo método científico que podemos progredir na busca da verdade. A crença religiosa não deve tomar o lugar da análise imparcial. Devemos estar constantemente em guarda contra as ilusões".
Flammarion também era membro da Sociedade Parisiense de Estudos Espíritas - fundada pelo codificador do Espiritismo Allan Kardec - e da Sociedade Teosófica. Próximo de Kardec, o astrônomo discursou em seu enterro, afirmando que o mesmo era o "bom senso encarnado" e "[...]Senhores, o Espiritismo não é uma religião, mas é uma ciência, ciência da qual conhecemos apenas o a b c".
Embora, sobre mediunidade, Flammarion tenha escrito: "É infinitamente lamentável que não possamos confiar na lealdade dos médiuns. Eles quase sempre trapaceiam". Porém, ainda crente em fenômenos psíquicos, participou de sessões com Eusapia Palladino e alegou que alguns de seus feitos eram genuínos. Ele produziu em seu livro alegadas fotografias de levitação de uma mesa e uma impressão de um rosto em massa de vidraceiro. Joseph McCabe não achou a evidência convincente. Ele notou que as impressões de rostos em massa sempre tinham o rosto de Palladino e poderiam ter sido forjadas. Além disso, as fotografias de levitação não eram claras.
Seu livro The Unknown (1900) recebeu uma crítica negativa do psicólogo Joseph Jastrow, que escreveu que "as falhas fundamentais da obra são a falta de julgamento crítico na estimativa de evidências e de uma apreciação da natureza das condições lógicas que o estudo de esses problemas se apresentam".
Após dois anos de investigação sobre escrita automática ou psicografia, ele escreveu que a mente subconsciente é a explicação e não há evidência para a hipótese do espírito. Flammarion acreditava na sobrevivência da alma após a morte, mas escreveu que a mediunidade não havia sido cientificamente comprovada. Embora Flammarion acreditasse na sobrevivência da alma após a morte, ele não acreditava na hipótese espiritual do Espiritismo; em vez disso, acreditava que atividades espíritas como ectoplasma e levitação de objetos podiam ser explicadas por uma "força psíquica" desconhecida do médium. Ele também acreditava que a telepatia poderia explicar alguns fenômenos paranormais.

Em seu livro Mysterious Psychic Forces (1909), escreveu:
“Isso está muito longe de ser demonstrado. As inúmeras observações que colecionei durante mais de quarenta anos provam-me o contrário. Nenhuma identificação satisfatória foi feita. As comunicações obtidas sempre pareceram proceder da mentalidade do grupo, ou quando são heterogêneos, de espíritos de natureza incompreensível. O ser evocado logo desaparece quando alguém insiste em empurrá-lo para a parede e extrair o cerne de seu mistério. Que as almas sobrevivam à destruição do corpo Eu não tenho a sombra de uma dúvida. Mas que eles se manifestam pelos processos empregados em sessões, o método experimental ainda não nos deu uma prova absoluta. Acrescento que esta hipótese não é de todo provável. Se as almas dos mortos estivessem ao nosso redor, em nosso planeta, a população invisível aumentaria a uma taxa de 100 000 por dia, cerca de 36 milhões por ano, 3 bilhões, 620 milhões em um século, 36 bilhões em dez séculos, etc. a menos que admitamos reencarnações na própria terra. Quantas vezes aparições ou manifestações ocorrem? Quando ilusões, auto-sugestões, alucinações são eliminadas, o que resta? Quase nada. Uma raridade tão excepcional quanto esta argumenta contra a realidade das aparições".
Na década de 1920, Flammarion mudou algumas de suas crenças em aparições e assombrações, mas ainda alegou que não havia evidência para a hipótese do espírito e da mediunidade no Espiritismo. Em seu livro de 1924 Les Maisons Hantées (Casas assombradas) chegou à conclusão de que em alguns casos raros as assombrações são causadas por almas que partiram, enquanto outras são causadas pela "ação remota da força psíquica de uma pessoa viva". O livro foi revisado pelo mágico Harry Houdini, que escreveu que "não fornece provas adequadas da veracidade do conglomerado de boatos que contém; portanto, deve ser uma coleção de mitos".
O aclamado escritor francês Victor Hugo era um grande admirador do trabalho de Flammarion, especialmente o relacionado com pesquisa psíquica e espiritismo. Segundo o astrônomo, a crença de Hugo na comunicabilidade mediúnica com espíritos "foi, para o gigante da literatura do século XIX, um incentivo para a vida, para o trabalho e para o amor a seus semelhantes".

## Obras

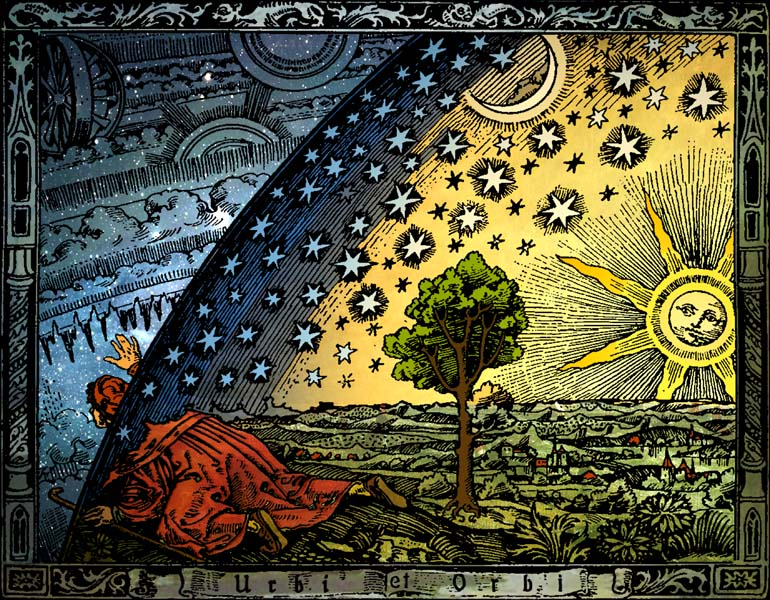
Universum: representação do Universo elaborada e usada pelo astrónomo na obra "L'atmosphère: météorologie populaire", (Paris 1888) - (Coloração de Heikenwaelder Hugo, Viena 1998).

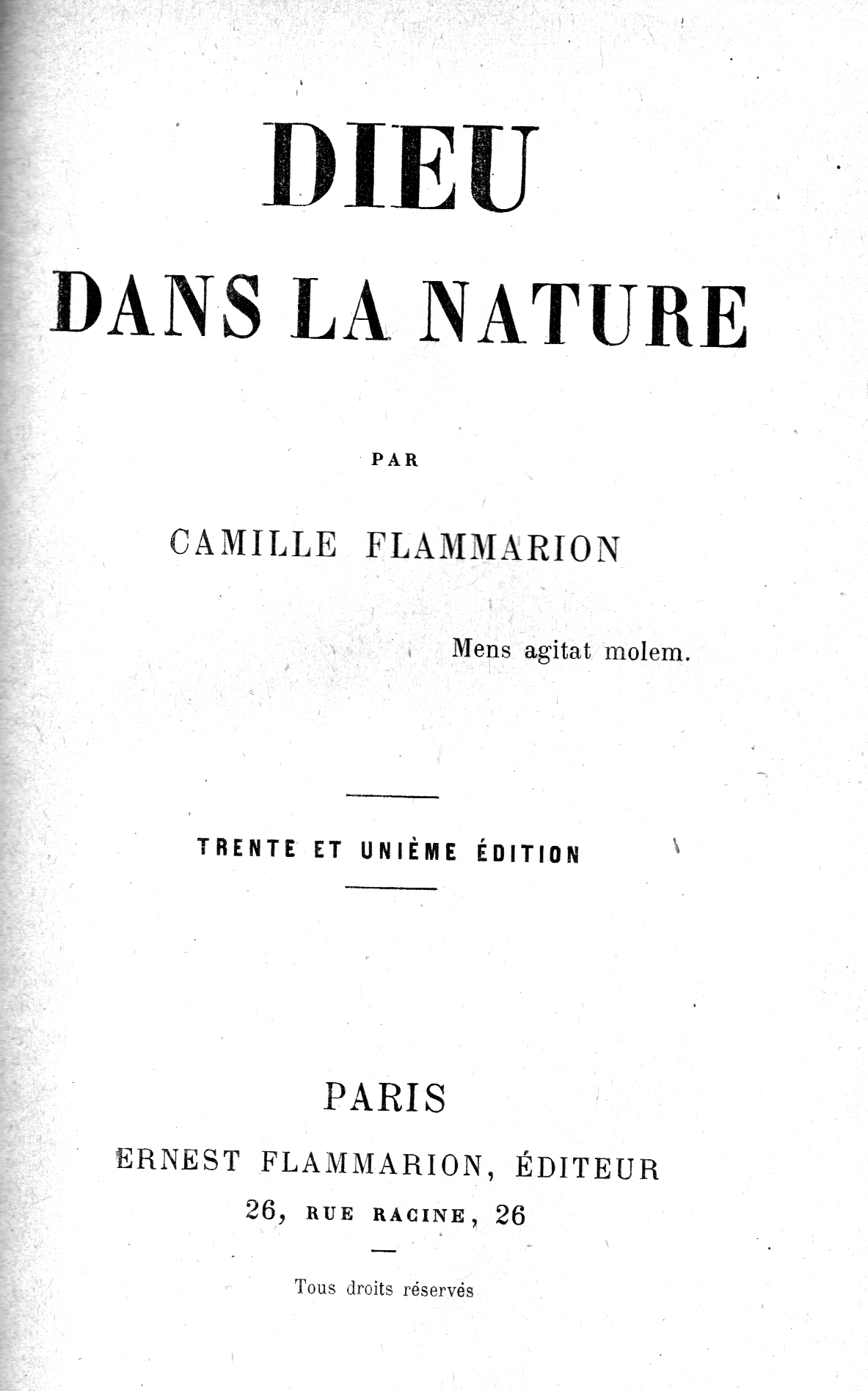
Capa original de seu livro Dieu dans la nature ("Deus na Natureza"), 1886.

- La pluralité des mondes habités (A Pluralidade dos Mundos Habitados[25]), 1862.
- Les Mondes imaginaires et les mondes réels (Os Mundos Imaginários e os Mundos Reais), 1864.
- Les mondes célestes (Os Mundos Celestes), 1865.
- Études et lectures sur l'astronomie (Estudos e Palestras sobre a Astronomia), em 9 volumes, 1866-1880.
- Dieu dans la nature (Deus na Natureza[26]), 1866.
- Contemplations scientifiques (Contemplações Cientíicas), 1870-1887, 2 séries.
- Voyages aériens (Viagens Aéreas), 1870.
- Récits de l'infini (Narrações do Infinito[26]), 1872.
- Histoire du ciel (História do Céu), 1872.
- Récits de l'infini, Lumen, histoire d'une comète (Narrações do Infinito, Lúmen, História de um Cometa), 1872.
- Dans l'infini (No Infinito), 1872.
- Vie de Copernic (Vida de Copérnico), 1873.
- Les Terres du ciel (As Terras do Céu), 1877.
- Atlas céleste (Atlas Celeste), 1877.
- Cartes de la Lune et de la planète Mars (Mapas da Lua e do Planeta Marte), 1878.
- Catalogue des étoiles doubles en mouvement (Catálogo das Estrelas Duplas em Movimento), 1878.
- Astronomie sidérale (Astronomia Sideral), 1879.
- Astronomie populaire (Astronomia Popular), 1880. Recebeu por esta obra o prêmio Montyon, da Academia Francesa.
- Les étoiles et les curiosités du ciel (As Estrelas e as Curiosidades do Céu), 1881.
- Le Monde avant la création de l'homme. (O Mundo Antes da Criação do Homem), 1886.
- Dans le ciel et sur la Terre (No Céu e Sobre a Terra), 1886.
- Les Comètes, les étoiles et les planètes (Os Cometas, as Estrelas e os Planetas), 1886.
- L'Atmosphère (A Atmosfera), 1888.
- Voyage dans le ciel, Rêves Étoilés (1888) (Uma viagem prodigiosa)
- Uranie (Urânia[26]), 1889.
- Centralisation et discussion de toutes les observations faites sur Mars (Centralização e Discussão de Todas as Observações Feitas sobre Marte), em 2 volumes, 1892-1902.
- Comment arrivera la fin du monde, L'Astronomie (1893) (Como Acabará o Mundo)
- La fin du monde (O Fim do Mundo[26]), 1894.
- Les Imperfections du calendrier (As Imperfeições do Calendário), 1901.
- Les Phénomènes de la foudre (Os Fenômenos do Raio), 1905.
- L'Atmosphère et les grands phénomènes de la nature (A Atmosfera e os Grandes Fenômenos da Natureza), 1905.
- FLAMMARION, Camille. Les forces naturelles inconnues. Paris: Flammarion, 1907.
- L'Inconnu et les problèmes psychiques (O Desconhecido e os Fenômenos Psíquicos[26]), 1917.
- La Mort et son mystère (A Morte e o Seu Mistério[26]), 1917.
- Les Maisons Hantées (As Casas Mal Assombradas[26]), 1923.

Em português
- A Terra. Astronomia popular: descrição geral do céu. vol 1. Curitiba: Editora UFPR, 2021. ISBN 9786587448527